# ケイディー・デニー
ケイディー・デニー（英語: Caydee Denney, 1993年6月22日 - ）は、アメリカ合衆国フロリダ州出身の女性元フィギュアスケート選手（ペア）。パートナーはジョン・コフリン、ジェレミー・バレット。妹はフィギュアスケート選手のヘイヴン・デニー。
2010年バンクーバーオリンピックアメリカ代表。2010年、2012年全米フィギュアスケート選手権優勝。

## 経歴
2006年、13歳の時にジェレミー・バレットとパートナーを組むが、当時バレットは23歳でありそれぞれの年齢による出場制限で選手権に出場することが難しく、いったん解散した。その後デニーはシングル種目で国内大会に出場していたが、2008年にバレットとペアを再結成。同シーズンに国内の地域選手権から全米選手権2位まで駆け上がり、世界選手権に出場した。翌シーズンは全米選手権で優勝し、バンクーバーオリンピックにも出場を果たした。
2011年にバレットとペアを解消。新たにジョン・コフリンと組んで全米選手権の優勝経験者同士というペアを結成し、グランプリシリーズに出場した。全米選手権は異なるパートナーで2度目の優勝を果たし、四大陸選手権でも銀メダルを獲得した。
2012-2013シーズン、グランプリシリーズでは2戦連続で銅メダル。12月4日にコフリンが左股関節の関節唇断裂の手術を行ったために全米選手権を欠場した。実績により世界選手権の代表に選ばれていたが、次シーズンへの準備のために欠場を発表した。
2013-2014シーズン、全米選手権ではSP4位と出遅れFS1位で総合3位となるもソチオリンピックの代表には選ばれず、世界選手権の代表となった。しかし右足首の怪我により欠場を発表した。6月24日、前述の怪我のリハビリのために2014-2015シーズンの試合の欠場を発表した。
2015年7月27日、引退を発表した。

## 主な戦績
- 2010-11まではジェレミー・バレットとのペア
- 2011-12からはジョン・コフリンとのペア

| 大会/年            | 2008-09 | 2009-10 | 2010-11 | 2011-12 | 2012-13 | 2013-14 |
| ------------------ | ------- | ------- | ------- | ------- | ------- | ------- |
| 冬季オリンピック   |         | 13      |         |         |         |         |
| 世界選手権         | 9       | 7       |         | 8       |         |         |
| 四大陸選手権       | 6       |         |         | 2       |         |         |
| 世界国別対抗戦     | T1 / P4 |         |         | T2 / P4 |         |         |
| 全米選手権         | 2       | 1       | 3       | 1       |         | 3       |
| GPエリック杯       |         |         |         |         |         | 3       |
| GPスケートアメリカ |         |         | 4       | 4       | 3       | 4       |
| GPロステレコム杯   |         |         |         |         | 3       |         |
| GP NHK杯           |         | 4       | 5       | 5       |         |         |
| GPスケートカナダ   |         | 5       |         |         |         |         |
| USクラシック       |         |         |         |         |         | 2       |
| ネーベルホルン杯   | 4       |         |         | 3       | 2       |         |

### 詳細
| 2013-2014 シーズン    |                                                            |         |          |          |
| 開催日                | 大会名                                                     | SP      | FS       | 結果     |
| 2014年1月5日 - 12日   | 全米フィギュアスケート選手権（ボストン）                   | 4 65.40 | 1 136.03 | 3 201.43 |
| 2013年11月15日 - 17日 | ISUグランプリシリーズ エリックボンパール杯（パリ）         | 4 63.52 | 3 120.49 | 3 184.01 |
| 2013年10月18日 - 20日 | ISUグランプリシリーズ スケートアメリカ（デトロイト）       | 6 62.06 | 4 120.37 | 4 182.43 |
| 2013年9月11日 - 15日  | 2013年USインターナショナルクラシック（ソルトレイクシティ） | 3 61.66 | 2 126.81 | 2 188.47 |

| 2012-2013 シーズン    |                                                  |         |          |          |
| 開催日                | 大会名                                           | SP      | FS       | 結果     |
| 2012年11月9日 - 11日  | ISUグランプリシリーズ ロステレコム杯（モスクワ） | 3 59.02 | 3 120.19 | 3 179.21 |
| 2012年10月19日 - 21日 | ISUグランプリシリーズ スケートアメリカ（ケント） | 3 60.75 | 3 117.47 | 3 178.22 |
| 2012年9月27日 - 29日  | 2012年ネーベルホルン杯（オーベルストドルフ）     | 2 57.29 | 2 121.61 | 2 178.90 |

| 2011-2012 シーズン     |                                                              |         |          |          |
| 開催日                 | 大会名                                                       | SP      | FS       | 結果     |
| 2012年4月19日 - 22日   | 2012年世界フィギュアスケート国別対抗戦（東京）               | 5 58.93 | 3 117.05 | 4 175.98 |
| 2012年3月26日 - 4月1日 | 2012年世界フィギュアスケート選手権（ニース）                 | 7 62.48 | 8 117.89 | 8 180.37 |
| 2012年2月9日 - 12日    | 2012年四大陸フィギュアスケート選手権（コロラドスプリングス） | 2 63.35 | 2 122.07 | 2 185.42 |
| 2012年1月12日 - 14日   | 全米フィギュアスケート選手権（サンノゼ）                     | 3 60.88 | 1 128.82 | 1 189.70 |
| 2011年11月11日 - 13日  | ISUグランプリシリーズ NHK杯（札幌）                          | 4 55.48 | 4 108.27 | 5 163.75 |
| 2011年10月21日 - 23日  | ISUグランプリシリーズ スケートアメリカ（オンタリオ）         | 2 59.62 | 4 115.78 | 4 175.40 |
| 2011年9月22日 - 24日   | 2011年ネーベルホルン杯（オーベルストドルフ）                 | 2 57.56 | 4 105.17 | 3 162.73 |

| 2010-2011 シーズン    |                                                        |         |          |          |
| 開催日                | 大会名                                                 | SP      | FS       | 結果     |
| 2011年1月23日 - 30日  | 全米フィギュアスケート選手権（グリーンズボロ）         | 4 57.79 | 3 117.70 | 3 175.49 |
| 2010年11月12日 - 14日 | ISUグランプリシリーズ スケートアメリカ（ポートランド） | 3 58.49 | 4 107.93 | 4 166.42 |
| 2010年10月22日 - 24日 | ISUグランプリシリーズ NHK杯（名古屋）                  | 4 55.03 | 7 97.35  | 5 152.38 |

| 2009-2010 シーズン    |                                                    |          |           |           |
| 開催日                | 大会名                                             | SP       | FS        | 結果      |
| 2010年3月23日 - 24日  | 2010年世界フィギュアスケート選手権（トリノ）       | 6 60.52  | 8 111.95  | 7 172.47  |
| 2010年2月14日 - 15日  | バンクーバーオリンピック（バンクーバー）           | 14 53.26 | 12 105.07 | 13 158.33 |
| 2010年1月15日 - 16日  | 全米フィギュアスケート選手権（スポケーン）         | 1 63.01  | 1 127.29  | 1 190.3   |
| 2009年11月20日 - 21日 | ISUグランプリシリーズ スケートカナダ（キッチナー） | 5 55.46  | 5 101.63  | 5 157.09  |
| 2009年11月6日 - 7日   | ISUグランプリシリーズ NHK杯（長野）                | 3 55.20  | 5 96.23   | 4 151.43  |

| 2008-2009 シーズン   |                                                      |          |          |          |
| 開催日               | 大会名                                               | SP       | FS       | 結果     |
| 2009年4月17日 - 18日 | 2009年世界フィギュアスケート国別対抗戦（東京）       | 3 56.58  | 4 101.66 | 4 158.24 |
| 2009年3月24日 - 25日 | 2009年世界フィギュアスケート選手権（ロサンゼルス）   | 10 52.74 | 9 104.10 | 9 156.84 |
| 2009年2月4日 - 5日   | 2009年四大陸フィギュアスケート選手権（バンクーバー） | 8 53.60  | 5 108.09 | 6 161.69 |
| 2009年1月18日 - 25日 | 全米フィギュアスケート選手権（クリーブランド）       | 1 61.51  | 2 114.76 | 2 176.27 |
| 2008年9月25日 - 26日 | 2008年ネーベルホルン杯（オーベルストドルフ）         | 4 52.11  | 3 97.44  | 4 149.55 |

## プログラム使用曲
| シーズン  | SP | FS | EX                                                                 |
| --------- | --- | --- | ------------------------------------------------------------------ |
| 2013-2014 | 映画『アナスタシア』より 作曲：デヴィッド・ニューマン 振付：ジュリー・マルコット歌劇『トスカ』より 作曲；ジャコモ・プッチーニ 振付：ジュリー・マルコット、クリストファー・ディーン、ダリラ・サッパンフィールド | 映画『カサブランカ』より 作曲：マックス・スタイナー 振付：ジュリー・マルコットミュージカル『オペラ座の怪人』より 作曲：アンドルー・ロイド・ウェバー 振付：ジュリー・マルコット、パスカーレ・カメレンゴ | Save a Horse (Ride a Cowboy) 曲：Big & Rich                        |
| 2012-2013 | スウィングメドレー by ビッグ・バッド・ブードゥー・ダディー、スウィング・キッズ 振付：ダリラ・サッパンフィールドアランフエス協奏曲 作曲：ホアキン・ロドリーゴ 振付：パスカーレ・カメレンゴ                      | ミュージカル『オペラ座の怪人』より 作曲：アンドルー・ロイド・ウェバー 振付：パスカーレ・カメレンゴ | サマータイム 作曲：ジョージ・ガーシュウィン ボーカル：ファンタジア |
| 2011-2012 | テレビドラマ『エデンの東』より 作曲：リー・ホールドリッジ | 誰も寝てはならぬ 作曲：ジャコモ・プッチーニ | マンボNo.5 ボーカル：ルー・ベガ                                    |
| 2010-2011 | 愛のテーマ 映画『今ひとたび』より 作曲：アンジェロ・バダラメンティ | ラプソディ・イン・ブルー 作曲：ジョージ・ガーシュウィン | ザ・グレート・ディヴァイド 曲：スコット・スタップ                  |
| 2009-2010 | バレエ『火の鳥』より 作曲：イーゴリ・ストラヴィンスキー | バレエ『シェヘラザード』より 作曲：ニコライ・リムスキー＝コルサコフ | You Can Leave Your Hat On ボーカル：ジョー・コッカー               |
| 2008-2009 | パラディオ by サイレント・ニック Summer Haze 演奏：ヴァネッサ・メイ | バレエ『スパルタクス』より 作曲：アラム・ハチャトゥリアン | Cryin' 曲：エアロスミス                                            |